# Bahnhof Kulmbach
Der Bahnhof Kulmbach ist der einzige Bahnhof im Stadtgebiet der Großen Kreisstadt Kulmbach in Oberfranken. Der Bahnhof liegt an der Bahnstrecke Bamberg–Hof und wird von Nahverkehrszügen der DB Regio Nordostbayern und der Agilis Verkehrsgesellschaft bedient. Der Bahnhof hat vier Bahnsteiggleise.

## Lage
Der Bahnhof liegt unweit der Kulmbacher Altstadt an der Heinrich-von-Stefan-Straße. Südlich der Gleisanlagen befinden sich der Gebäudekomplex der ehemaligen Kulmbacher Spinnerei und die Innenstadt. Im Norden schließt das Gebäude der Firma Bergophor direkt an den Bahnsteig 4 an. Der Güterbahnhof Kulmbach, der westlich des Personenbahnhofs liegt, ist nicht mehr in Betrieb.

## Geschichte

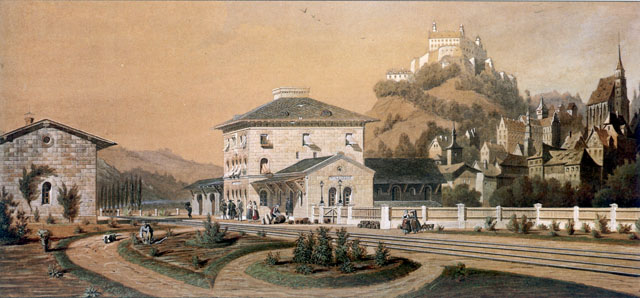
Bahnhof Kulmbach um 1856

Plan der Anlagen, um 1864

Plan der Anlagen, 1884

Empfangsgebäude, 1897

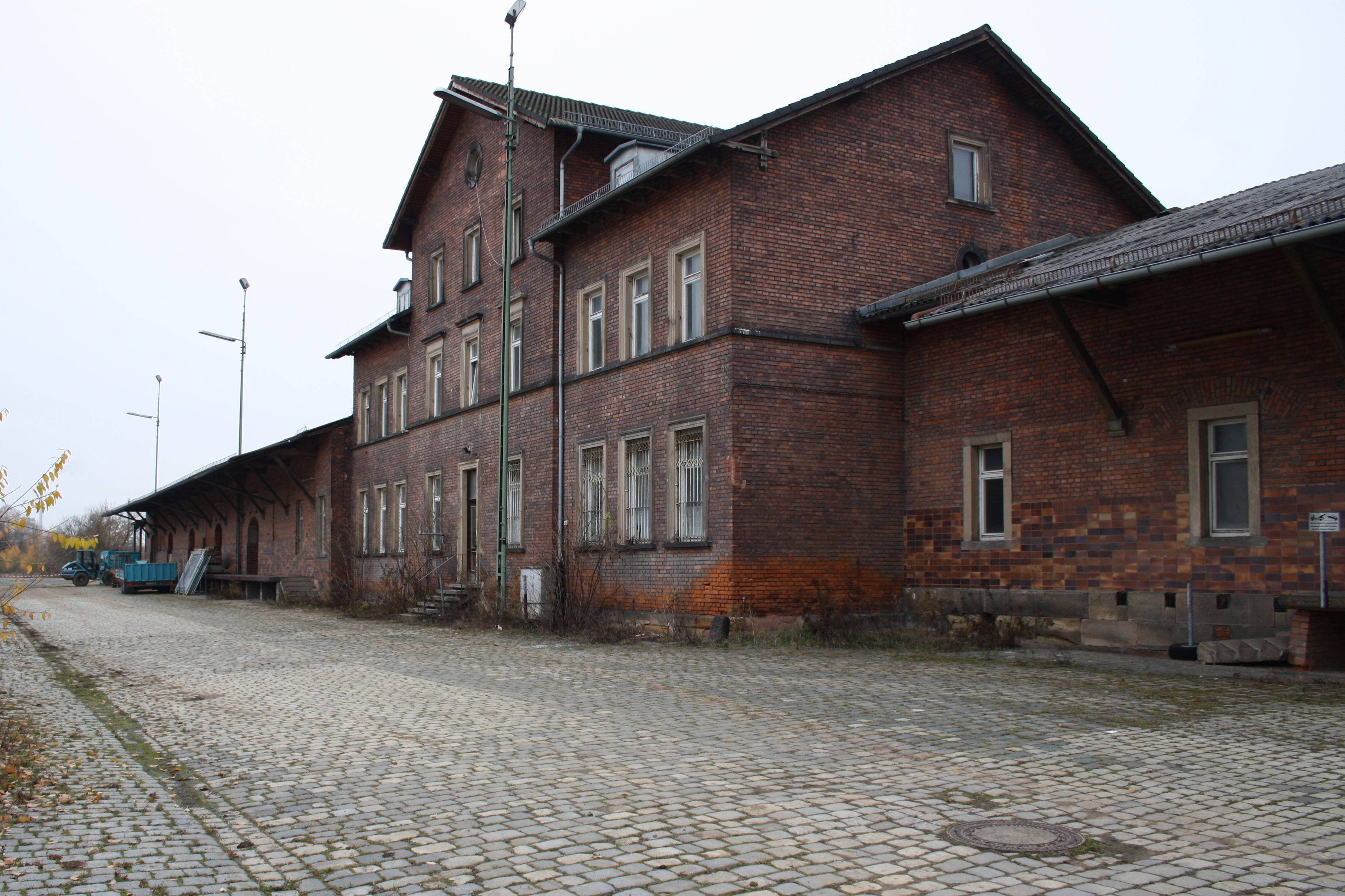
Im Jahr 2023 abgebrochenes Gebäude des ehemaligen Güterbahnhofs

Der Abschnitt Bamberg–Neuenmarkt-Wirsberg der Ludwig-Süd-Nord-Bahn wurde am 15. Oktober 1846 eröffnet. Lange Jahre war der Bahnhof Kulmbach Anschlussbahnhof, von 1908 bis 1993 gab es auf der Nebenstrecke nach Thurnau Personenverkehr. Heute existiert davon nur noch ein Streckenrest als Anschlussgleis.
Gegen Ende des Zweiten Weltkriegs war der Bahnhof zwischen dem 9. und dem 12. April 1945 Ziel von drei Luftangriffen der Alliierten.
Auf dem Gelände des Güterbahnhofs soll die Fakultät VII der Universität Bayreuth errichtet werden. In diesem Zusammenhang soll dessen Gebäude abgebrochen werden, um dort eine Straße anzulegen. Im März 2023 wurde indes bekannt, dass das Landesamt für Denkmalschutz die Anlage als schutzwürdig einstuft. Als „ein besonders aussagekräftiges, architektonisch bemerkenswertes und in ihrer Vollständigkeit mittlerweile seltenes Beispiel einer großen Güterbahnhofsanlage“ spiegle sie „die Entwicklung des Königlich Bayerischen Staatseisenbahn-Hochbaus im ausgehenden 19. Jahrhundert eindrücklich wider“ und weise daher eine „besondere (bau-)künstlerische Bedeutung“ auf. Am Morgen des 24. April 1942 waren vom Güterbahnhof die letzten Kulmbacher Juden in Richtung des Vernichtungslagers Sobibor deportiert worden, wo sie in Gaskammern ermordet wurden.
Bis 1994 wurde das Gütergebäude von der Bahn für die Güterabfertigung genutzt. Später diente es als Sammelstelle für Elektroschrott, in der Westhalle wurden gebrauchte Möbel angeboten. Ab 2012 stand das Gebäude leer. Mitte April 2023 befand der Kulmbacher Oberbürgermeister Ingo Lehmann, dass selbst nach der kürzlich erfolgten Einstufung des Ziegelbaus als Denkmal die Belange der Universität schwerer wögen als die Schutzwürdigkeit des Bahnhofs. Anfang August 2023 waren die Abrissarbeiten bereits im Gange, im folgenden Oktober schließlich vollendet.

## Infrastruktur

### Empfangsgebäude
Das Empfangsgebäude steht südlich der Gleisanlagen. Im Gebäude befinden sich ein Wartesaal mit Sitzgelegenheiten und einem Fahrkartenautomaten, ein Zeitschriftengeschäft, ein Reisebüro, ein Lokal, ein Nagelpflege-Studio, eine Versicherungsfiliale sowie private Wohnungen.

### Bahnsteige
Der Bahnhof Kulmbach verfügt über vier Bahnsteiggleise. Bahnsteig 1 ist der Hausbahnsteig, direkt am Empfangsgebäude gelegen. Am westlichen Ende des Bahnsteigs befindet sich eine Toilettenanlage. Der Bahnsteig ist zu einem großen Teil überdacht. Von Bahnsteig 1 gelangt man durch eine Unterführung zu den anderen Bahnsteigen.
Der Bahnsteig mit den Bahnsteiggleisen zwei und drei ist als Mittelbahnsteig ausgeführt und ausschließlich durch die Unterführung zu erreichen. Der Mittelteil mit Treppenauf- und -abgängen und einigen Sitzgelegenheiten ist überdacht. Zusätzlich gibt es weitere Bänke mit Wetterschutz an den Enden des Bahnsteigs. Für den Personenzugbetrieb wird fast ausschließlich dieser Bahnsteig genutzt.
Der Außenbahnsteig mit dem Bahnsteiggleis vier hat dagegen keine Überdachung. Es ist lediglich eine Sitzbank ohne Wetterschutz vorhanden. Dieser Bahnsteig wird von keinem Personenzug planmäßig bedient.
| Gleis-Nr. | Bahnsteighöhe | Bahnsteiglänge |
| --------- | ------------- | -------------- |
| 1         | 38 cm         | 147 m          |
| 2         | 38 cm         | 302 m          |
| 3         | 38 cm         | 302 m          |
| 4         | 38 cm         | 235 m          |

### Barrierefreiheit
Der Bahnhof Kulmbach ist nicht vollständig barrierefrei. Das Empfangsgebäude und Gleis 1 sind stufenfrei zu erreichen, der meiste Zugverkehr wird über den Mittelbahnsteig abgefertigt. Die Bahnsteiggleise zwei bis vier sind nur durch die Treppen der Unterführung zu erreichen, es gibt keine Aufzüge oder Rampen.

### Forderungen nach Sanierung
Seit mehreren Jahren fordert die Stadt Kulmbach von der Deutschen Bahn sowie von der Bundes- und der Landesregierung eine Sanierung der Bahnhofsanlagen. Neben der völlig unzureichenden Barrierefreiheit wird auch der marode Zustand des Empfangsgebäudes sowie der Bahnanlagen kritisiert. Dazu kommt die weithin beklagte Geruchsbelästigung in den Unterführungen. Ein Angebot der Stadt Kulmbach, den Bahnhof aufzukaufen und selbst zu sanieren, wurde ebenso wenig akzeptiert, wie die Signalwirkung baulicher Verbesserungen, die die Stadt im Rahmen ihrer Möglichkeiten durchführte, nicht erkannt wird. Von Seiten der Regierungen heißt es, der Bahnhof sei zu klein und mit einem Fahrgastaufkommen von 1700 Personen pro Tag zu unbedeutend für eine Sanierung in näherer Zeit, man verweist auf eventuelle Möglichkeiten künftiger Förderprogramme. Dass besonders im direkten Umland derzeit viele Bahnhöfe saniert werden, macht diese Stagnation umso unzufrieden stellender, zumal in naher Zukunft das direkte Umfeld des Bahnhofs durch die Sanierung und Revitalisierung der ehemaligen Kulmbacher Spinnerei, den Neubau einer Fakultät der Universität Bayreuth sowie durch weitere Bautätigkeiten erheblich aufgewertet werden wird.

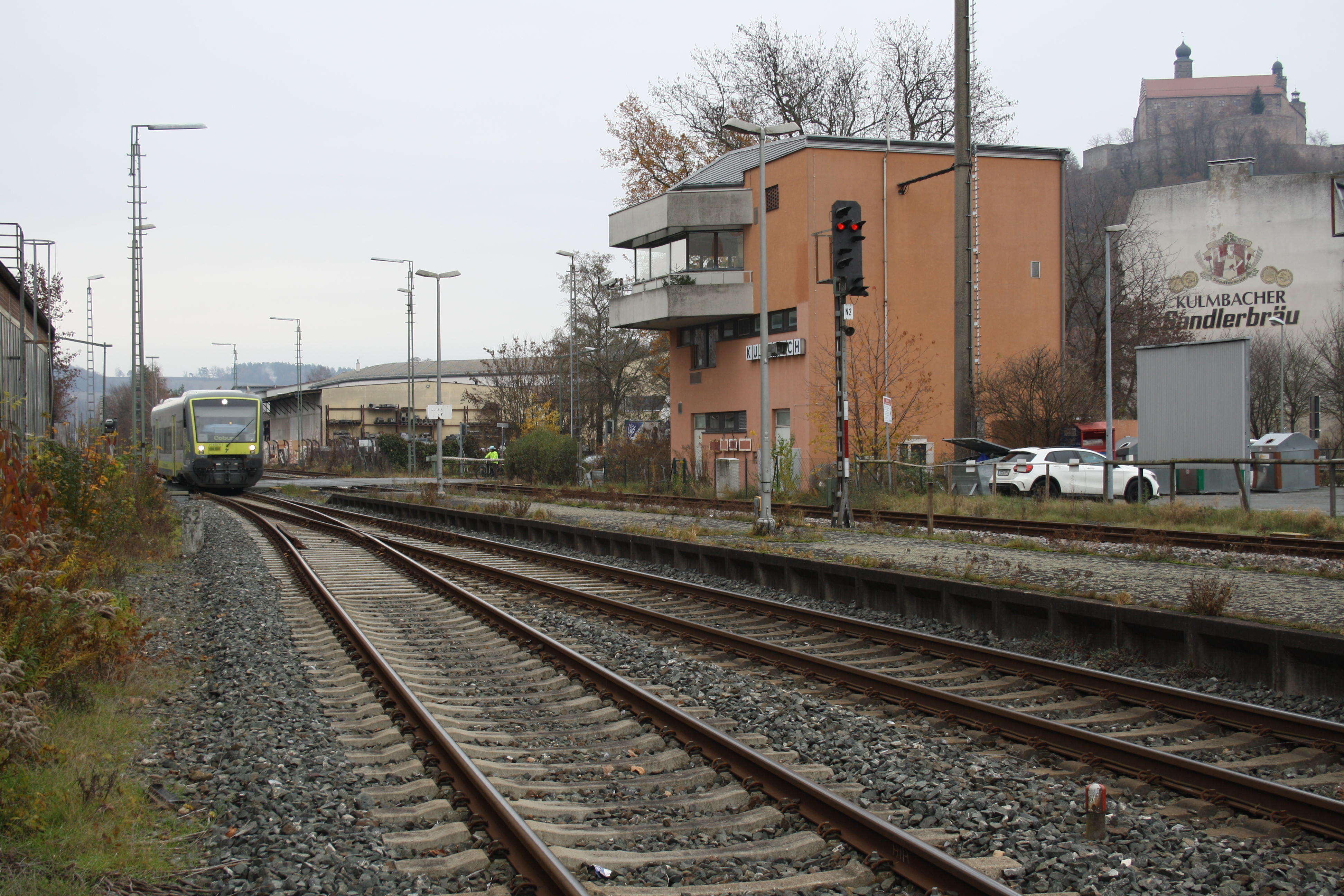
Ostkopf mit Stellwerk Kf von 1977 und einfahrendem Dieseltriebwagen des Typs RS 1 der Agilis
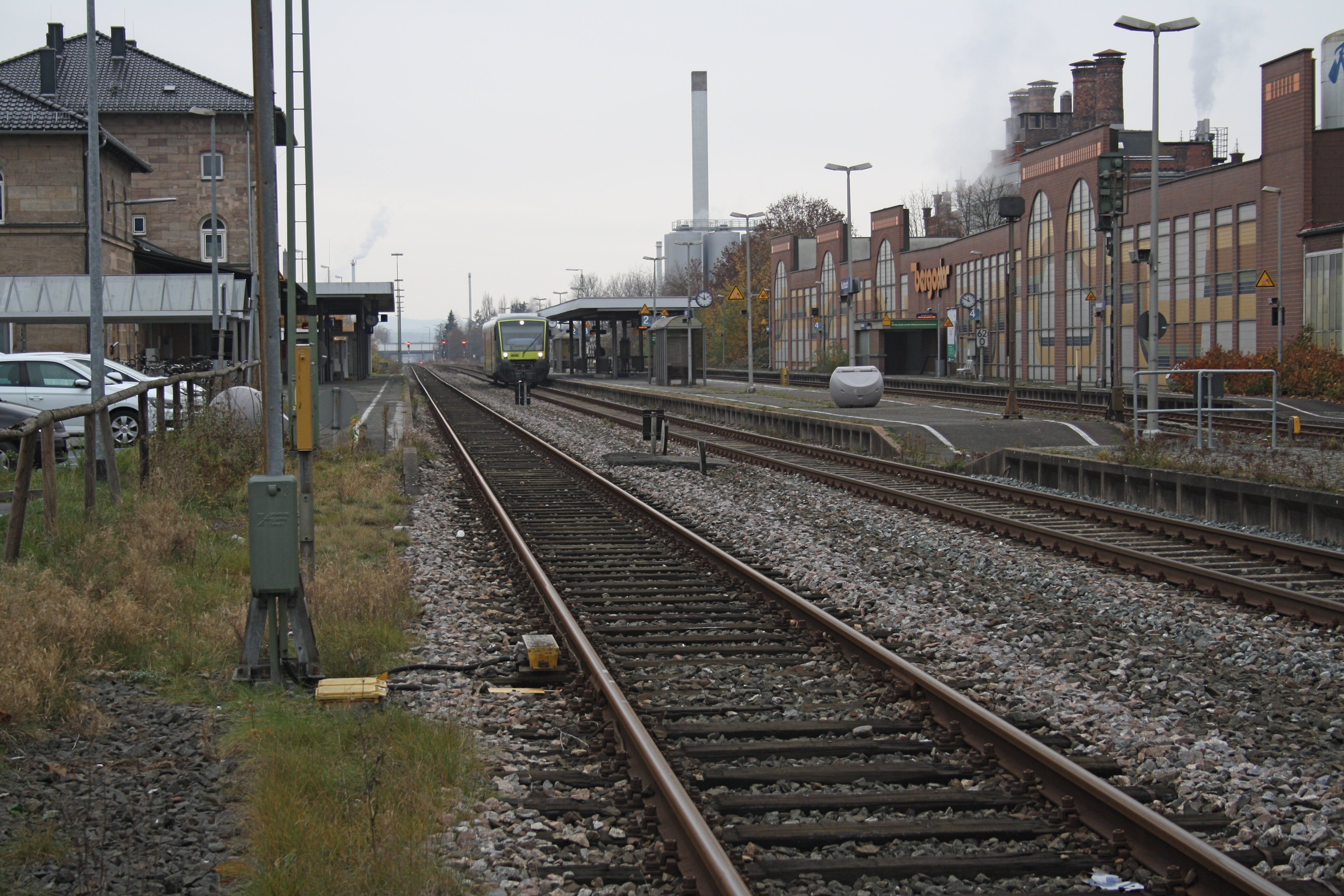
Gleise und Bahnsteige von Osten
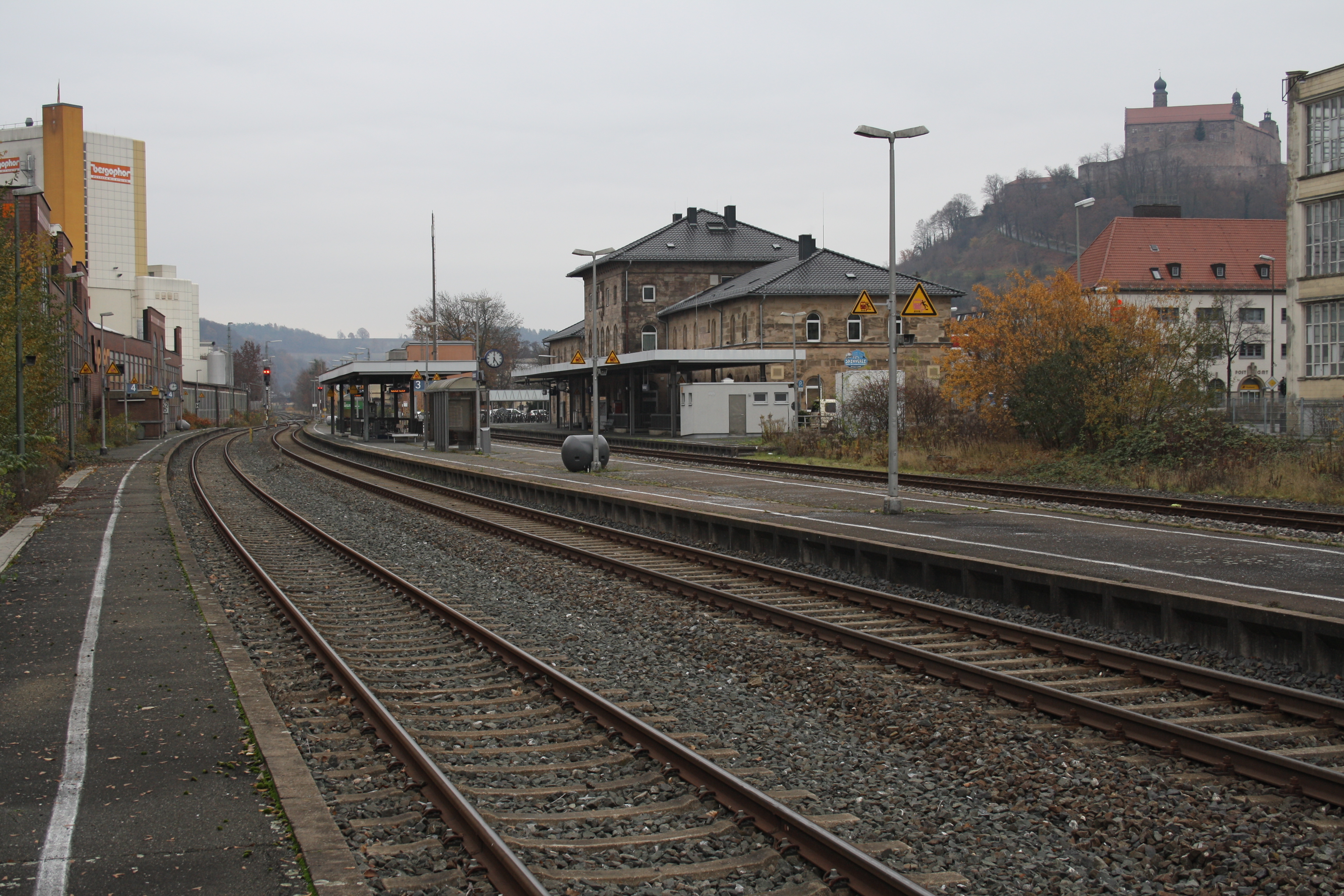
Gleisseite von Westen gesehen, im Hintergrund die Plassenburg

## Verkehr

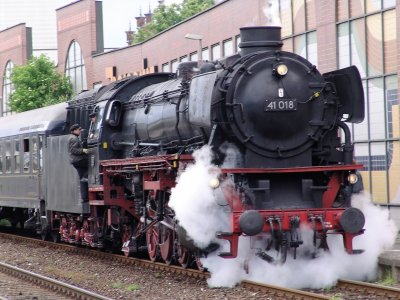
Museumslokomotive 41 018 der Dampflok-Gesellschaft München bei der Durchfahrt durch den Bahnhof (2006)

### Fernverkehr
Der Bahnhof Kulmbach ist nicht an das Netz der DB Fernverkehr AG angeschlossen. Die nächsten Fernverkehrsbahnhöfe sind Lichtenfels, Bamberg und Nürnberg Hauptbahnhof.

### Nahverkehr
Der Bahnhof Kulmbach wird von Regionalexpresszügen der DB Regio Nordostbayern auf den Relationen (Bamberg–)Lichtenfels–Hof Hbf und (Bamberg–)Lichtenfels–Bayreuth Hbf(–Nürnberg Hbf) bedient.
Neben den Expressleistungen wird der Bahnhof Kulmbach auch von Zügen der Agilis Verkehrsgesellschaft bedient, welche an fast jedem Bahnhof halten. Nahezu alle Agilis-Züge verkehren auf der Relation Lichtenfels–Bayreuth Hbf. Neben den Zügen, die von Lichtenfels weiter nach Bad Rodach über Coburg fahren, gibt es auch Leistungen die bereits in Lichtenfels oder Coburg enden. Einige Züge fahren von Bayreuth Hbf weiter nach Hof Hbf über Kirchenlaibach und Marktredwitz. Es gibt auch Leistungen, die in Bayreuth enden und eine Fahrt mit dem Ziel Weidenberg.
| Linie                    | Verlauf | Takt      | Fahrzeugeinsatz | Betreiber                              |
| ------------------------ | --- | --------- | --------------- | -------------------------------------- |
| RE 32                    | Main-Saale-Express: Bamberg – Lichtenfels – Kulmbach – Neuenmarkt-Wirsberg – Hof                                      | 120 min   | 612             | DB Regio AG Bayern                     |
| RE 35                    | Main-Saale-Express: Bamberg – Lichtenfels – Kulmbach – Neuenmarkt-Wirsberg – Hof                                      | 120 min   | 612             | DB Regio AG Bayern                     |
| RE 38                    | Main-Saale-Express: Lichtenfels – Kulmbach – Neuenmarkt-Wirsberg –Bayreuth – Pegnitz – Nürnberg                       | 120 min   | 612             | DB Regio AG Bayern                     |
| RB 24                    | (Bad Rodach –) Coburg – Lichtenfels – Kulmbach – Neuenmarkt-Wirsberg – Bayreuth (– Kirchenlaibach – Hof – Bad Steben) | stündlich | 650             | agilis Verkehrsgesellschaft (agilis V) |
| Stand: 10. Dezember 2023 | |           |                 |                                        |

### ÖPNV-Anbindung
Der Bahnhof Kulmbach hat keine eigene Bushaltestelle. Die nächste Bushaltestelle ist der etwa 100 Meter entfernte Zentrale Omnibusbahnhof (ZOB) Kulmbach.